# Distrito de Suyo
El Distrito de Suyo es uno de los diez que conforman la Provincia de Ayabaca, Se localiza en el Departamento de Piura en el extremo norte del Perú, cuya población del mismo nombre es la que posee su sede municipal, siendo zona clave al ser fronteriza con el Ecuador, solo siendo separado por el Río Macará y unidos mediante el puente internacional donde ambas naciones comparten relaciones comerciales y culturales. 
Desde el punto de vista de la jerarquía de la Iglesia católica, forma parte de la diócesis de Chulucanas.

## Etimología
El origen del nombre de Suyo proviene del lenguaje Quechua, el cual vendría a ser una simplificación de "Suyu, kiti" el cual se traduce a "Región" o "parte de un Territorio", lo que nos dice que fue una zona geográfica sin un nombre propio más allá de una anécdota descriptiva.

## Historia

### Época prehispánica
Fueron diversas culturas las que habitaron el norte de Piura y que generaron distintas mezclas culturales, el historiador Miguel Arturo Seminario Ojeda manifiesta que los primeros pobladores incursionaron al territorio partiendo desde el sur de Ecuador, a las que se unieron otros grupos étnicos provenientes de la selva bajando desde el río marañón propia zona de las tribus jíbaras, sumado a grupos nómadas que han dejado registrado su paso en la zona debido a la riqueza en petroglifos que tiene el territorio, estos procesos dejaron una mezcla cultural que auspicio el desarrollo de los grupos humanos ya asentados, dejando de ser cazadores recolectores y modificando su modo de vida al tipo sedentario, generando lenguajes y culturas propias y mejorando su organización social. 

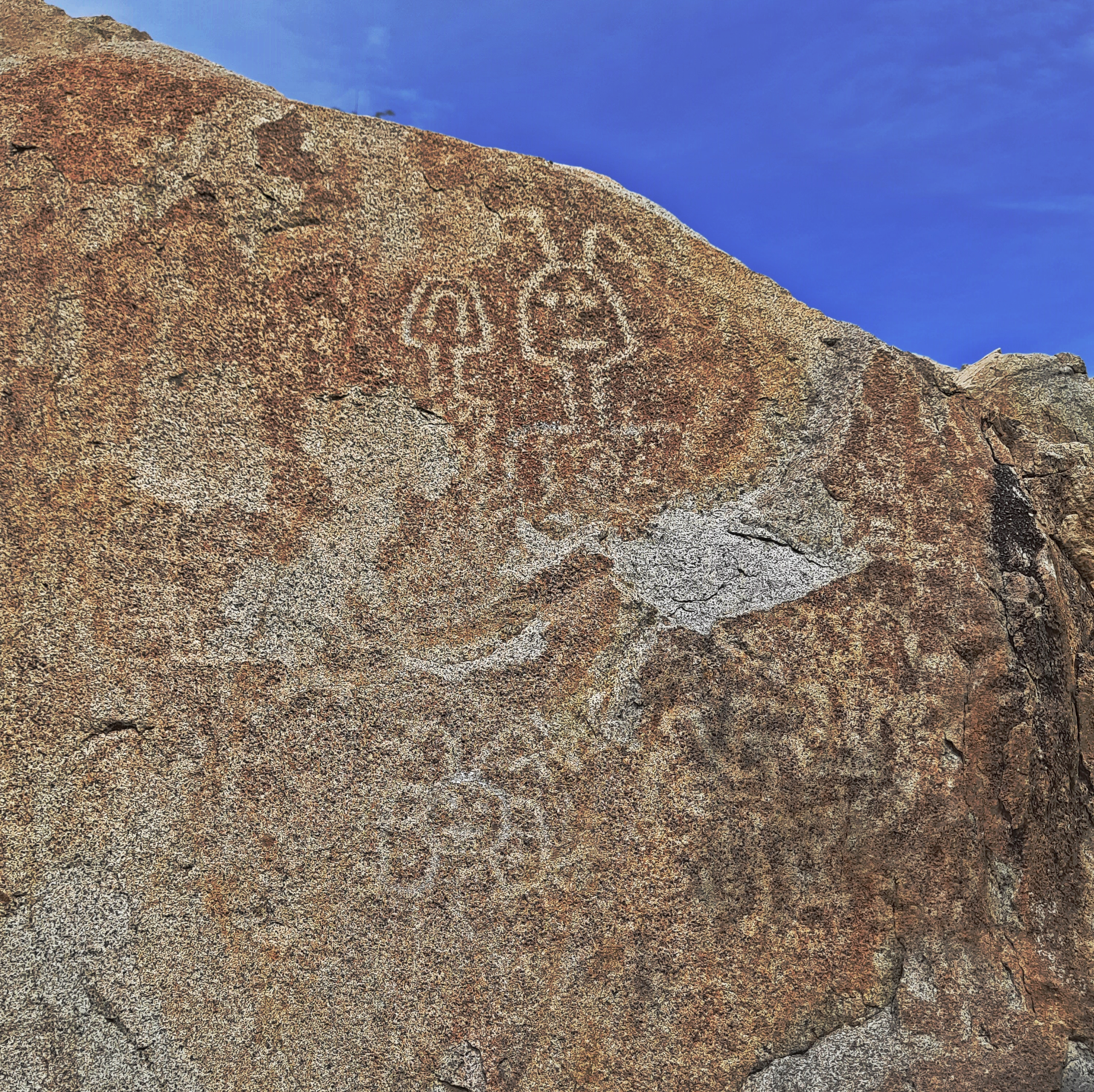
Petroglifos Diablos Pintados, muestra de la presencia humana en la zona, producto del paso constante de distintas poblaciones nómadas que habitaron el distrito de Suyo en el periodo arcaico.

### Cultura Vicús
La cultura vicús fue la civilización prehispánica que dominó en el norte de Piura y parte del norte de Lambayeque, inclusive con posibilidades de haberse extendido al sur del ecuador; se ubica cronológicamente entre 150 a. C. - 400 d. C. y se sostiene que pudo haber durado hasta la llegada de la presencia de la cultura Chimú, La cultura Vicús se descubrió debido al intenso huaqueo ilegal que abundaba en la zona en plena década de los 60, donde las piezas iban a parar al mercado ilegal de arte europeo, se caracterizaron por su dominio en la cerámica, textilería y orfebrería creando piezas tan diversas como: narigueras, orejeras, anillos, chaquiras, etc. 
También realizaban esculturas con figuras antropomórficas donde abundaba como elemento estético característico, las exageraciones en sus expresiones faciales, brazos alargados y ojos con forma de almendra.

### Conquista y Periodo Colonial
Con la llegada de los españoles, al igual que los demás pueblos, la gente que habitaba en el territorio aprende el castellano, adopta la religión católica, trayendo como consecuencia el mestizaje entre distintas creencias, prácticas nativas, tradicionales folklóricas, vestidos, arquitectura, etc. Por el hecho que el camino real colonial atravesaba lo que es las actuales ciudades de Suyo y Macará, podemos concluir que la población nativa fue objeto de un conjunto de cargas e imposiciones para mantener abierto el camino, para apoyar a los viajeros y su carga en el cruce del río Macará, por consecuencia en el camino real llegaron también las principales epidemias y enfermedades. La existencia de este camino posibilito también la fuga de la población nativa y comenzó el proceso de desafiliación étnica. 

### Época Independentista
En el año 1,819, periodo donde primo la búsqueda de la independencia de España, paso por el territorio actual de Suyo el batallón Numancia, quienes se dirigían desde la Gran Colombia hasta Piura, se dice que ingresaron por la ruta de Macará a La Tina donde se quedaron en Suyo ocasionando problemas a los pobladores, el peso económico de la Independencia en el Perú recayó sobre las personas más pobres y fueron los habitantes de la zona rurales las que vivieron estos grandes apuros gracias a la presencia de este corregimiento. 

Hubo pueblos de Piura que proclamaron la Independencia en enero de 1,821 y en el caso de Suyo el Coadjutor Santiago Saavedra y Hersilla cumpliendo el mandato de Diéguez convocó a la feligresía para el 4 de marzo en la que se cantó la misa prevenida y un Te Deum Laudamos. Saavedra debía prestar según le ordenaban, el juramento que habían hecho los otros curas por la Independencia, pidió el Coadjutor enviasen un juez Secular para que tome el juramento a los suyeños, y con este pedido dio la alarma de invasión, pues Gonzales desde el Ecuador solo esperaba la vuelta de sus comisionados en cobranza de tributos para invadir Piura. Los piuranos de la frontera abandonaron sus haciendas y provisiones ante el rumor de que las tropas ingresarían por las zonas de Suyo, Ayabaca y Celica. Ya el Cura había tenido una mala experiencia cuando pasaron por allí los numantinos a los que tuvieron que alimentar y darles bagajes.

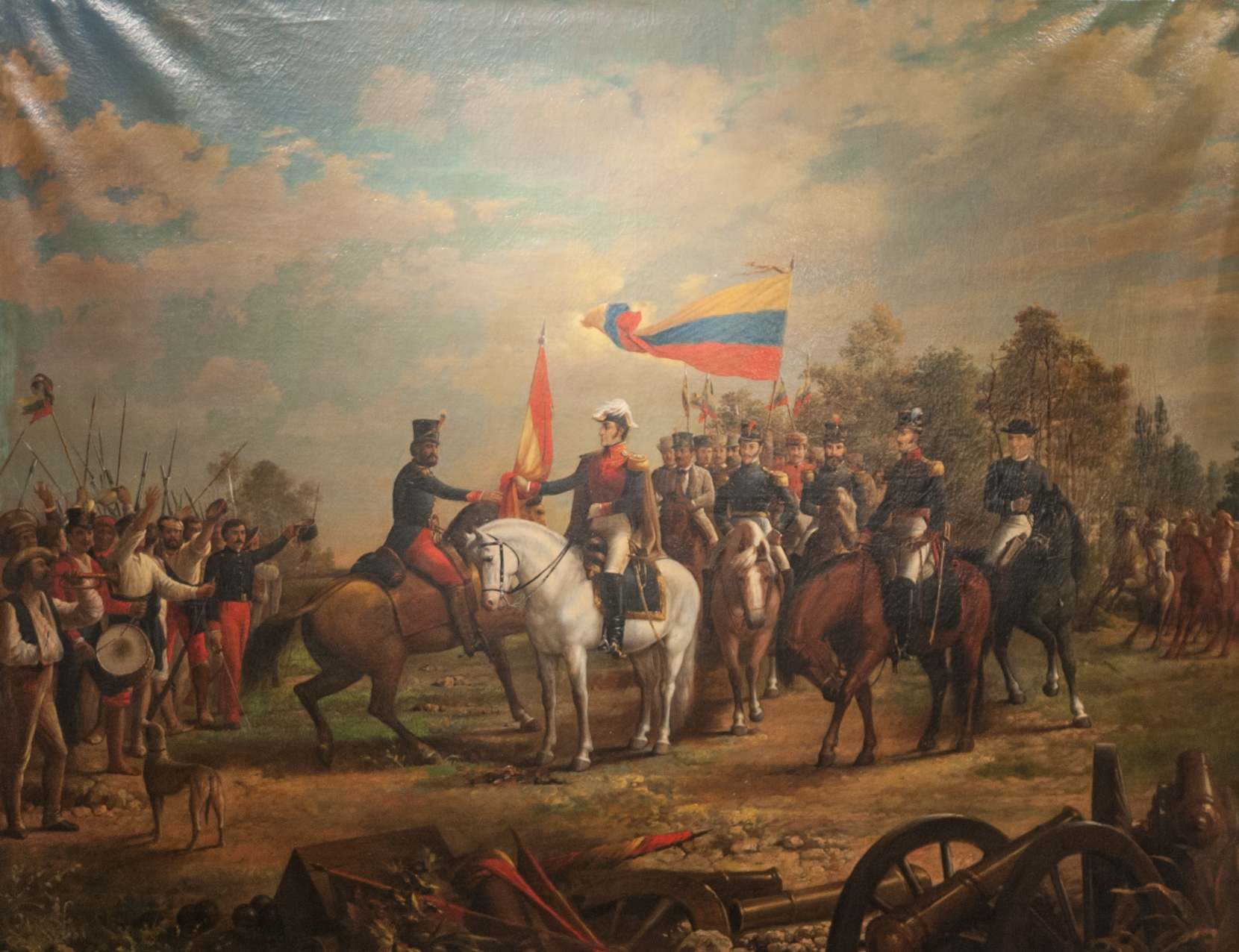
A la derecha el batallón numancia el cual ocupó territorio Suyeño en 1819 durante el periodo independentista, ocasionando malestar a sus habitantes.

 El General don José de San Martín estaba preocupado por Piura, aunque ya se había proclamado la Independencia, empezó a sospecharse en Piura que una invasión realista desde el Ecuador era posible. La novedad de la invasión la dieron por otro lado Pedro Patiño, Coadjutor de Ayabaca y Santiago Saavedra, Coadjutor de Suyo. A Piura llegó también una proclama del Virrey La Serna que intentaba rescatar el Perú para la causa realista. Como no dejaba de peligrar la frontera, hasta La Tina se enviaban piquetes de vigilancia, el ejército salió de Piura el 15 de febrero de 1,822 por la ruta de Tambogrande, Yuscay, Las Lomas y Suyo, llegaron a La Tina el 19 de febrero para cruzar hacia Macará, el 20 rumbo a Loja y posteriormente a Pichincha, donde se obtuvo el triunfo patriota que al día siguiente terminaba ocupando la ciudad de Quito.

### Época Republicana
En 1,828 se tiene registro sobre la manutención de los soldados que iban con la mar a pelear en la Gran Colombia (conformado por Venezuela, Colombia y Ecuador), lo que obligó a construir sobre el río Quiroz un puente provisional de madera llamado: Miguel Arturo Seminario Ojeda.  
El 10 de enero de 1,829, descansa en Suyo el batallón “Callao” al mando de Agustín Gamarra, quien participó en la Gran Colombia, por la Independencia del Perú En 1,837, se crea la provincia litoral de Piura creándose así una nueva instancia de gobierno municipal y de Jueces de Paz en la costa Norte. Piura todavía sigue dominado por el gobierno de las haciendas. Pueblos campesinos indígenas y latifundios prosiguen enfrentados y en la sierra el tiempo histórico se ha detenido. En esta época a Suyo lo muestran como un pueblo marginal con relación a Piura y el resto del país, hasta bien entrado el siglo XIX poblaciones como las de Suyo no formaban parte de una red que las uniera con ciudades más grandes, más bien aparece como un punto aislado.  

### Fundación de Suyo
Suyo fue fundado por don José Félix Ojeda Jaramillo, el cual donó los terrenos donde hoy se establece la ciudad de Suyo años antes que presidente Don Ramón Castilla el 2 de enero de 1857 lo declarase como Distrito, los terrenos que conforman esta zona eran parte de la hacienda San Sebastián y la otra parte pertenecía a la hacienda Santa Rosa, cuyo dueño era don José Félix Ojeda Jaramillo, un ciudadano procedente de Loja quien al llegar por estas tierras se asentó en lo que hoy es el caserío Santa Rosa quien después conoció a la dama suyeña, Esther Ojeda, con quien contrajo matrimonio,  su morada era el local de la hacienda, hoy Local Comunal “Juan Velasco Alvarado”.

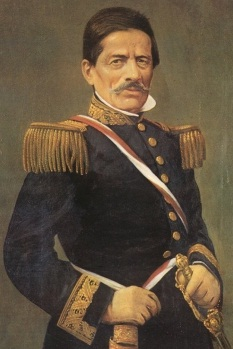
El presidente Ramón Castilla, el cual, durante su periodo provisorio 1855-1862, creó mediante Ley, el 2 de enero de 1857, la declaración de Suyo como distrito.

Cuentan historiadores que el lugar donde vivió con su esposa no era el más adecuado, sobre todo en época de sequía además de la constante presencia de mosquitos, es por esto que su esposa le pide que la lleve a vivir a un mejor lugar y es así que leguas abajo encontró una explanada, en la que hoy es la ciudad de Suyo, rodeada de verdes campiñas, de un clima agradable, con una caudalosa quebrada, que es la misma que viene desde la parte alta del sector Santa Rosa y decide hacer una hermosa casona, con la estructura propia de esa época en una pequeña loma a un extremo de la explanada, donde se apreciaba nítidamente la campiña y que daba fácil acceso a la quebrada. Con el paso de los años, se fueron construyendo las rústicas viviendas y por consecuente la creación de la actual población, iniciando el intercambio comercial con los comerciantes de la vecina República del Ecuador. 

### En la Actualidad
Actualmente la población de Suyo proyecta a un rápido desarrollo urbanístico debido a los últimos 10 años de gestión de entidades municipales, sumado a la cooperación y crecimiento económico que ha traído su ubicación fronteriza como puede ser la creación del puente internacional Macará (inaugurado en el año 2012), el cual es la principal vía para el intercambio de bienes y venta de diferentes regiones lo cual ha repercutido en el bienestar de sus habitantes, trayendo un progreso lento pero contundente en su forma de vida, con la creación de su puesto de salud, desarrollando vías y carreteras los cuales turistas extranjeros utilizan para acceder a sus distintos sitios turísticos y degustar de la comida local, muy valorada por los vecinos del Ecuador.

## Organización territorial

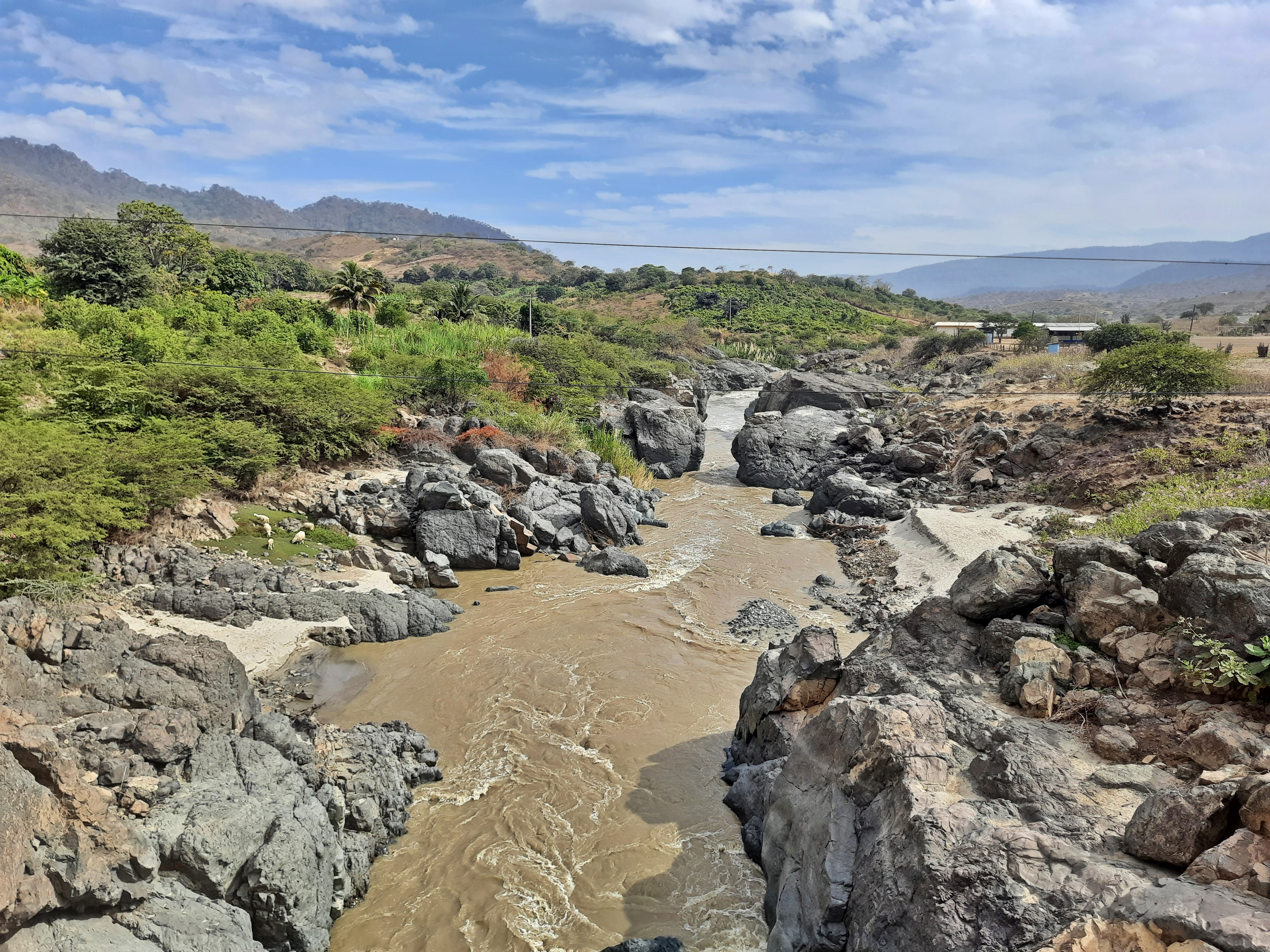
Vistas del Río Quiroz visto desde el puente, vía Panamericana Norte.

El distrito de Suyo se Conforman por la zona urbana de Suyo y los distintos Caseríos en los cuales se pueden nombrar:
| - Alvarado - Aterrizaje - Balsas - Bolsa del Diablo - Cabuyal - Cachaco Grande - Cachaquitos - Canoas - Caracucho - Catacaos - Chirinos | - Chivatos - Cruz Blanca - Cucuyas - El Almendro - El Café - El Fraile - El Guineo - El Huayabo - El Jardín - El Limón - El Progreso | - Guitarras - La Calamina - La Copa - La Laguna - La Monja - La Tina - Morocho - Nueva Esperanza - Pampa Redonda - Pico de Loro - Puente Internacional | - Puente Quiroz - Quebrada Seca - Remolinos - Sajinos - San Joaquín - Santa Ana - Santa Cruz - Santa Rosa - Santiago - Sarayuyo - Sauce Alto | - Saucillo - Surpampa - Tamarindo - Tasajeras - Valdivia - Valle Hermoso - Wuar Wuar - Zapacillas - Zapallay - Zorritos - Pueblo Nuevo |

## Geografía
El Distrito de Suyo tiene una extensión territorial 1084.40 km², su relieve está caracterizado por superficies planas y onduladas cruzado por quebradas que aportan agua para la agricultura y consumo humano. Sus montañas llegan a una altitud de 2200 ms.n.m. la ciudad capital se ubica a una altitud de 408 m s. n. m.
Ecológicamente el Distrito de Suyo se ubica dentro de la ecorregión de los bosques secos, con dos formaciones vegetales: el algarrobal y el ceibal. Además una pequeña porción con vegetación tropical con cultivos de café, maíz, arroz y caña de azúcar. Se identifican tres zonas de vida: a) el bosque muy seco tropical (bms-T); b) el monte espinoso tropical (mte-T); y c) el monte espinoso premontano tropical (mte-PT).

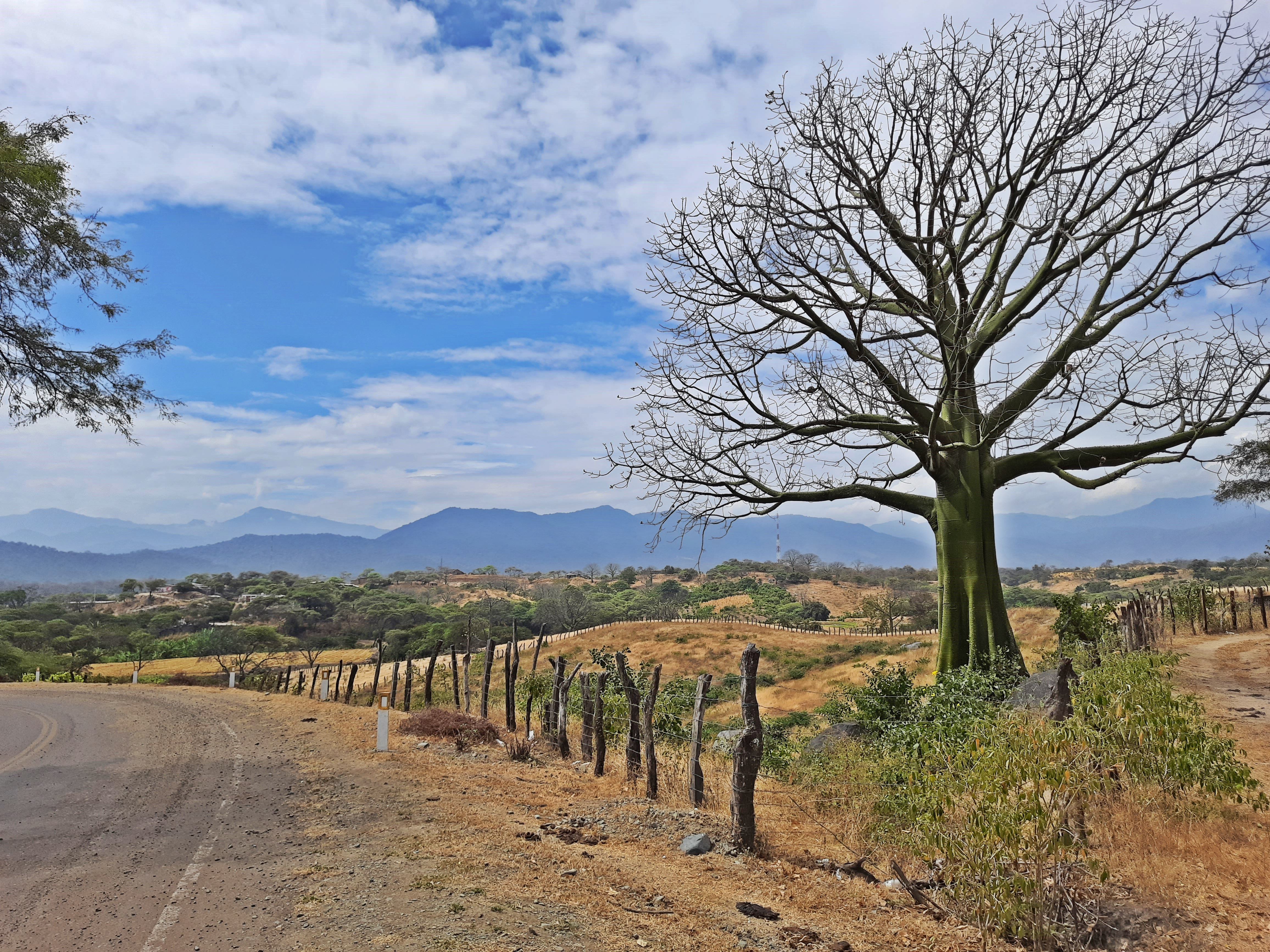
Paisaje típico del distrito de Suyo donde abundan los bosques secos, con su árbol representativo, el Ceibo.

## Clima
En Suyo, sus terrenos son mayoritariamente bosques de colina con clima templado cálido que generalmente varía de 19 °C a 32 °C y rara vez baja a menos de 18 °C o sube a más de 35 °C. los veranos son cortos, cálidos y áridos; los inviernos son cortos, calurosos y secos y está parcialmente nublado durante todo el año.
Estas variaciones hacen que su temperatura no sea uniforme, siendo caluroso durante el día y frío durante la noche, esta des uniformidad en la temperatura es debido al desequilibrio ambiental causado por la corriente del Fenómeno del Niño, la tala indiscriminada de bosques y la actividad ganadera Caprina el cual domina la zona y como buena especie invasiva, remueve la grama de raíz ocasionando el efecto de desertificación geográfico ocasionando un gran impacto de tipo ambiental. 
Cuenta con una precipitación promedio de 430.7 mm, humedad relativa promedio de 65 a 84% y evaporación promedio de 1,670.6 mm.

Las fechas recomendadas para visitar Suyo y realizar actividades al aire libre es desde principios de junio hasta finales de octubre.
| Parámetros climáticos promedio de Suyo, Perú    | Parámetros climáticos promedio de Suyo, Perú | Parámetros climáticos promedio de Suyo, Perú | Parámetros climáticos promedio de Suyo, Perú | Parámetros climáticos promedio de Suyo, Perú | Parámetros climáticos promedio de Suyo, Perú | Parámetros climáticos promedio de Suyo, Perú | Parámetros climáticos promedio de Suyo, Perú | Parámetros climáticos promedio de Suyo, Perú | Parámetros climáticos promedio de Suyo, Perú | Parámetros climáticos promedio de Suyo, Perú | Parámetros climáticos promedio de Suyo, Perú | Parámetros climáticos promedio de Suyo, Perú | Parámetros climáticos promedio de Suyo, Perú |
| Mes                                             | Ene.                                         | Feb.                                         | Mar.                                         | Abr.                                         | May.                                         | Jun.                                         | Jul.                                         | Ago.                                         | Sep.                                         | Oct.                                         | Nov.                                         | Dic.                                         | Anual                                        |
| ----------------------------------------------- | -------------------------------------------- | -------------------------------------------- | -------------------------------------------- | -------------------------------------------- | -------------------------------------------- | -------------------------------------------- | -------------------------------------------- | -------------------------------------------- | -------------------------------------------- | -------------------------------------------- | -------------------------------------------- | -------------------------------------------- | -------------------------------------------- |
| Temp. máx. abs. (°C)                            | 40.1                                         | 40.5                                         | 39.6                                         | 37.5                                         | 35.6                                         | 35.0                                         | 33.2                                         | 34.5                                         | 36.2                                         | 37.5                                         | 38.2                                         | 39.1                                         | 37.3                                         |
| Temp. máx. media (°C)                           | 34.1                                         | 34.5                                         | 34.2                                         | 34.5                                         | 34.1                                         | 32.5                                         | 32.0                                         | 33.0                                         | 33.9                                         | 34.0                                         | 34.2                                         | 34.1                                         | 33.5                                         |
| Temp. media (°C)                                | 27.2                                         | 27.9                                         | 27.2                                         | 27.8                                         | 26.7                                         | 25.9                                         | 25.0                                         | 25.2                                         | 25.6                                         | 25.6                                         | 26.2                                         | 26.7                                         | 26.5                                         |
| Temp. mín. media (°C)                           | 22.0                                         | 22.5                                         | 22.3                                         | 22.2                                         | 21.0                                         | 19.0                                         | 17.0                                         | 16.0                                         | 16.5                                         | 17.0                                         | 19.0                                         | 20.0                                         | 19.0                                         |
| Temp. mín. abs. (°C)                            | 18.0                                         | 18.3                                         | 18.5                                         | 18.3                                         | 17.0                                         | 16.0                                         | 15.0                                         | 15.0                                         | 15.0                                         | 15.2                                         | 15.3                                         | 15.0                                         | 15.2                                         |
| Precipitación total (mm)                        | 30                                           | 52                                           | 110                                          | 57                                           | 17                                           | 4                                            | 0                                            | 0                                            | 0                                            | 0                                            | 2.5                                          | 8                                            | 280.5                                        |
| Días de precipitaciones (≥ 1.0 mm)              | 5                                            | 9                                            | 16                                           | 7                                            | 4                                            | 2                                            | 0                                            | 0                                            | 0                                            | 0                                            | 1                                            | 2                                            | 47                                           |
| Fuente n.º 1: World Meteorological Organization |                                              |                                              |                                              |                                              |                                              |                                              |                                              |                                              |                                              |                                              |                                              |                                              |                                              |
| Fuente n.º 2: NOAA                              |                                              |                                              |                                              |                                              |                                              |                                              |                                              |                                              |                                              |                                              |                                              |                                              |                                              |

## Economía
En el Distrito de Suyo la actividad económica principal es la agricultura familiar con predominio del minifundio (áreas agrícolas entre 0.25 a 3 hectáreas en promedio), En la cual domina el territorio la producción de arroz, maíz, cacao, mango, limón y maracuyá. En menor medida también se produce yuca, plátano, camote, frutas y menestras, así como la azúcar ecológica, todas estas actividades se mezcla con una pequeña crianza de ganado en menor proporción, las cuales abarcan el sector vacuno y caprino, así como la de aves las cuales son el pavo, la gallina criolla y el pato, de esta forma, la mezcla de estas actividades mixtas se le conoce como unidad agropecuaria. 

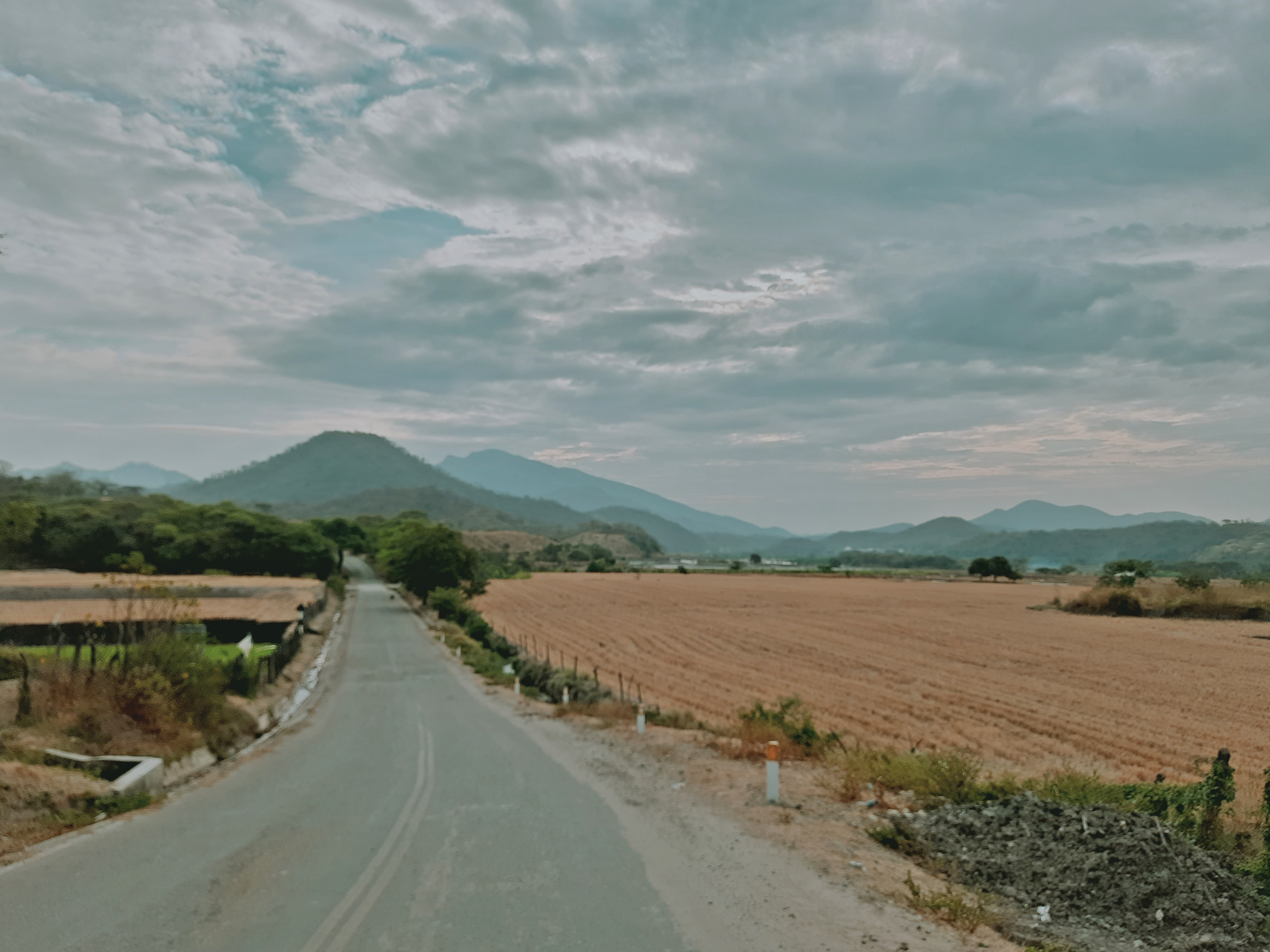
Paisaje del Sector La Tina, zona concentrada a la producción agrícola de Maíz, Arroz, Cacao, Yuca, Plátano entre otros.

En total existen aproximadamente 1.529 unidades agropecuarias. La producción local es comercializada en el eje Sullana/Macará, donde ambas regiones son beneficiadas. La producción de ganado tanto caprino como vacuno se vende en 100% a comerciantes de Sullana, y luego es llevado a ciudades como Chiclayo, Trujillo y Lima. 
Otro aspecto de su economía es la que denominamos “pase de productos no registrados” en los circuitos Perú – Ecuador, en la cual prestan diversos servicios como transporte y almacenamiento de mercancías. Esta actividad no tiene una regularidad constante, es por tanto variable en el tiempo y en volúmenes. Una característica importante de resaltar es la marcada diferencia en cuanto al uso de moneda: en Ecuador el dólar estadounidense y en Perú el sol. Hasta antes del año 2,000 cuando en Ecuador circulaba el Sucre, las mercancías circulaban preferentemente de Ecuador hacia Perú debido a la baja tasa de cambio, y desde ese año para adelante dicha circulación se ha invertido, es decir, el movimiento de mercancías actualmente tiene una predominancia del Perú hacia Ecuador debido a su economía dolarizada. Por tanto, antes era negocio traer productos de Ecuador y ahora el negocio es llevar productos a Ecuador. A esta norma escapan algunos productos que en Ecuador son más baratos por subsidios estatales, especialmente en combustibles: gasolina, petróleo y gas, que ingresan al Perú como “contrabando”. Actualmente están surgiendo conflictos, particularmente porque los peruanos han “invadido” el mercado ecuatoriano con diversos productos, especialmente arroz, maíz, menestras y otros. 

## Autoridades
- 2019-2021

ALCALDE: Jorge Huanca Merino 
- 2015-2018[4]
  - Alcalde: Jorge Huanca Merino, del Partido Humanista Peruano (PHP).
  - Regidores: Ricardo Alexander Celi Gonzaga(PHP), Líder Jabier Ojeda Álvarez (PHP), Sara Esther Vásquez Pairazaman (PHP), Domingo Obando Cango (PHP), Romulo Nehtali Jaramillo Valdiviezo (Alternativa de Paz y Desarrollo).
- 2011-2014[5]
  - Alcalde: Jorge Huanca Merino, del Movimiento Unidad Popular Regional Piura (UPRP).
  - Regidores: César Tito Torres Tene (UPRP), Ricardo Alexander Celi Gonzaga (UPRP), Esperanza Inés Mejía Yangua de Céspedes (UPRP), Catalino Abad Abad (UPRP), Domingo Obando Cango (Fuerza Regional).

### Policiales
- Comisario: Capitán PNP  Omar Bernardo Zevallos De Los Santos

### Religiosas
Católicas:
- Diócesis de Chulucanas[6]
  - Obispo: Mons. Daniel Thomas Turley Murphy (OSA).[7]
- Parroquia
  - Párroco: Pbro.

Otros Grupos u Organizaciones Religiosas:
- Iglesia Adventista del Séptimo Día.
- Iglesia Bautista.
- Movimiento Misionero Mundial.
- Salón del Reino de Los Testigos de Jehová.

## Festividades
Entre las festividades que se celebran en el distrito de Suyo, encontramos las siguientes:
| Fecha       | Nombre                          |
| ----------- | ------------------------------- |
| 2 de enero  | Aniversario de Suyo             |
| 20 de enero | Fiesta Patronal "San Sebastián" |

## Deporte

### Fútbol
Es el principal deporte practicado, al igual que en el resto del país.
| Clubes de Fútbol                    |                     |                 |           |
| Equipo                              | Fundación           | Estadio         | Liga      |
| Sport Suyo                          | 17 de julio de 1974 | Estadio de Suyo | Copa Perú |
| Sport Chirinos                      | -                   | -               | Copa Perú |
| Sport Fátima (Santa Ana del Quiroz) | -                   | -               | Copa Perú |
| Deportivo Latina                    | -                   | -               | Copa Perú |
| Club Atlético Puente Internacional  | -                   | -               | Copa Perú |
| Club Independiente Barrios Altos    | -                   | -               | Copa Perú |
| Sport Cachaquito                    | -                   | -               | Copa Perú |

### Escenarios deportivos
El Estadio de Suyo y El Coliseo deportivo Cerrado, inaugurado el 19 de enero de 2017.